# Theognostos von Alexandria
Theognostos von Alexandria (altgriechisch Θεόγνωστος) (bl. 250–300) war ein griechischsprachiger christlicher Autor des 3. Jahrhunderts.

Informationen über das Werk des Theognostos finden sich bei Athanasius und Photios, während Eusebius und Hieronymus ihn nicht nennen. Über sein Leben gibt es kaum Informationen. Lediglich Philipp von Side erwähnt, dass er Nachfolger des Pierius als Leiter der Katechetenschule von Alexandria war. Doch wird der inhaltliche Wert dieser Angabe bezweifelt, da Philipp nachweislich auch andernorts Fehler unterlaufen sind und bereits sein Zeitgenosse Sokrates Scholastikos das chronologische Gerüst als verwirrt bezeichnete. Die Lebenszeit des Pierius, der laut Philipp von Side in der Schulleitung Nachfolger des Dionysios von Alexandria gewesen sein soll, ist hinsichtlich ihres Ende gut bezeugt und reichte bis in die ersten Jahre des 4. Jahrhunderts. Dionysios aber wurde im Jahr 247/48 zum Bischof von Alexandria ernannt und legte in dem Moment wahrscheinlich die Schulleitung nieder. Dies hätte für Pierius eine außergewöhnlich lange Amts- und Lebenszeit zur Folge.
Henry Dodwell, der Herausgeber der Fragmente Philipps von Side, versuchte dessen Angaben als plausibel zu erklären, indem er die Möglichkeit erwog, dass Dionysios auch nach seiner Ernennung zum Bischof weiterhin die Schule leitete. Erst nach seinem Tod im Jahr 264/65 sei Pierius Schulleiter geworden und hätte sein Amt mit dem Regierungsantritt des Kaisers Carus im Jahr 282 niedergelegt, das dann von Theognostos übernommen worden sei.
Eine Werkanalyse brachte Franz Diekamp zu dem Ergebnis, dass die Bücher 1–6 des Theognostos mit ihrem deutlich arianischen Bezug vor dem Jahr 262 entstanden sein müssten, Buch 7 hingegen nach einem ungefähr in diese Zeit zu datierenden Brief des Bischofs von Rom, Dionysios, an seinen gleichnamigen Kollegen in Alexandria als Reaktion, da ein Einlenken hinsichtlich der Frage des Arianismus zu verzeichnen sei. Seine Schaffenszeit und leitende Stellung wäre folglich in die Jahre 247/48 bis 282 zu setzen. Dem schlossen sich Wilhelm von Christ, Wilhelm Schmid und Otto Stählin 1924 in ihrer Geschichte der griechischen Literatur an. Seine Schaffenszeit wird seitens der aktuellen Forschung eher allgemein in die 2. Hälfte des 3. Jahrhunderts gesetzt.

## Werke
Von Theognostos ist die Hypotypōseis in Fragmenten erhalten.
Sie besteht aus sieben Büchern:
- Buch I Die Schöpfung
- Buch II Die Göttlichkeit Christi
- Buch III Der Heilige Geist
- Band IV Engel und Dämonen
- Buch V und VI Die Göttlichkeit Gottes
- Buch VII Eine Rückkehr zur Schöpfung

In seiner Theologie zeigt Theognostos als Vertreter der Schule von Alexandria Einflüsse des Origenes. Sie enthält Gedanken, die von der nizäischen orthodoxen Theologie abweichen. Theognostos bezeichnet den Sohn Gottes als geschaffen (Buch II), eine arianisch orientierte Aussage. Seine Formulierungen zum Heiligen Geist (Buch III) weisen auf Origenes. Engel und Dämonen haben physische Körper (Buch V). Seine Ausführungen zur Inkarnation (Buch VII) sind nach Meinung von Athanasius dagegen orthodox und nützlich.

## Ausgaben
- Jacques Paul Migne, Patrologia Graeca, X, S. 235–242 (Digitalisat)
- Franz Diekamp: Ein neues Fragment aus den Hypotyposen des Alexandriners Theognostos. In: Theologische Quartalschrift. Band 84, Heft 4, 1902, S. 481–494 (Digitalisat)